# Юссила, Калле
Калле Юссила, он же Сантери Кириллов (карел. Kalle Jussila; полное имя — Александр Фёдорович Кириллов; род. 1910, Нядлахта, Петрозаводский уезд — 15 декабря 1941 или 38-39 года) — карельский писатель.

## Биография
Александр Кириллов родился в карельской крестьянской семье. Учился в Чалкосельгской  школе, где в те годы преподавал поэт Леи Хело. Кириллов начал писать стихи и прозу уже в 16 лет, в дальнейшем вступил в финскую секцию Карельской ассоциации пролетарских писателей (КАПП). Первое стихотворение появилось под псевдонимом Калле Юссила в журнале Пуна-Кантеле в 1928 году. Рассказы Юссила были опубликованы в журнале Soihtu и литературном сборнике Ahjo. В 1934 году издательство "Кирья" напечатала его произведение Voitto о финском вторжении в Восточную Карелию.
В 1934 году он получил приз на конкурсе рассказов на карельском языке с произведением Parahan briguada brigadiiru  («Лидер лучшей рабочей бригады»), которое в следующем году было опубликовано отдельной книгой. Работы Юссилы публиковались в журналах «Ринтаме» и бывшем в те годы,  карелоязычном журнале «Карелия». Он перевел на карельский роман Николая Островского «Как закалялась сталь».
Точная причина смерти Юссилы не ясна. По более поздним сведениям предоставленными Волковым А.Л. , он  погиб во время Второй мировой войны и был батальонным комиссаром, и что якобы похоронен в деревне  Андроновская ( ныне часть деревни Винницы , что в Подпорожском районе Ленобласти ) . По второму источнику, он был репрессирован и погиб в лагерях,  примерно в 39-40 годы.